# (33553) Nagai
(33553) Nagai ist ein Asteroid des mittleren Hauptgürtels, der am 11. Mai 1999 vom japanischen Astronomen Tomimaru Ōkuni am Observatorium in Nan’yō (IAU-Code 358), Präfektur Yamagata, entdeckt wurde.
Der Asteroid wurde am 18. März 2003 nach dem Ort Nagai in der Präfektur Yamagata benannt. Dort gab es am 30. Mai 1922 den Einschlag eines Meteoriten des Typs L6 (Olivin-Hypersthen-Chondrit) von 1810 Gramm in ein Reisfeld. Der Meteorit erhielt ebenfalls den offiziellen Namen Nagai.